# Żerdziny (województwo warmińsko-mazurskie)
Żerdziny – kolonia w Polsce położona w województwie warmińsko-mazurskim, w powiecie gołdapskim, w gminie Dubeninki przy drodze wojewódzkiej nr 651.
W latach 1975–1998 miejscowość administracyjnie należała do województwa suwalskiego.